# HYPER GO号
HYPER GO号 (ハイパーゴーゴー) は、2000年ごろ活動した、女性アイドルグループ。素人出身のHYPER GO号アマ5人とタレントのHYPER GO号プロ5人の計10人で構成された。その後、HYPER GO号アマメンバーを中心にHYPER GO号2 (ハイパーゴーゴーツー) が結成された。
郷ひろみとの共演が主な活動だったが、HYPER GO号2名義でCDデビューもした。

## 経緯
HYPER GO号は、中京テレビ (日本テレビ系) のテレビ番組 『ヤミツキ』 (2000年4月～) で、郷ひろみが新曲「なかったコトにして」のバックダンサーを10人集めるという企画から誕生した。数週にわたり、喫茶店の窓から街角のかわいい女の子を探して、簡単な審査で5人を採用した（正確には、途中で1人が脱退したため、計6人を採用）。
HYPER GO号プロは本来、テレビ愛知 (テレビ東京系) のテレビ番組 『イカリングの面積』 (2000年4月～) のアシスタント的な出演者5人で、番組名から「面積ギャル」と呼ばれていた。本来は1つのユニットとしての活動は想定されておらず、所属事務所もバラバラだった。しかし、この番組に郷ひろみがゲスト出演したとき、HYPER GO号に採用され、10人がそろった。
また、街でスカウトされた5人をHYPER GO号アマ、旧面積ギャルの5人をHYPER GO号プロと区別するようになった。なお、どちらか片方だけの活動もしばしばあったが、その時も単にHYPER GO号と称することが多かった。『イカリングの面積』でも、HYPER GO号プロは単にHYPER GO号と呼ばれた。
2000年8月、今後も活動を続ける上でHYPER GO号プロのスケジュール確保が困難だという理由で、HYPER GO号アマに新メンバー2人を追加した7人組ユニットHYPER GO号2が結成された。HYPER GO号2は『イカリングの面積』出演もHYPER GO号プロと交代し、HYPER GO号プロはユニットとしての活動を終えた。なお、HYPER GO号2は単にHYPER GO号と呼ばれることもあった。

## メンバー

### HYPER GO号プロ
- 浅川ちひろ (あさかわ ちひろ) 1978年11月10日生まれ、東京都出身、現 浅川稚広
- 小川奈那 (おがわ なな) 1981年10月26日生まれ、栃木県出身
- 神戸みゆき (かんべ みゆき) 1984年5月7日生まれ、神奈川県出身
- 高木梓 (たかぎ あずさ) 1984年2月7日生まれ、東京都出身
- 森瑠花 (もり るか) 1979年9月9日生まれ、神奈川県出身

### HYPER GO号アマ
- 石塚友希 (いしづか ゆき) 1981年12月21日生まれ、埼玉県出身
- 佐藤綾花 (さとう あやか) 1981年5月11日生まれ、埼玉県出身、小林大悟と結婚したモデルの佐藤綾花は別人
- 進藤茜 (しんどう あかね) 1981年6月30日生まれ、栃木県出身
- 芳賀美和 (はが みわ) 1979年3月19日生まれ
- 平川由梨 (ひらかわ ゆり) 1981年7月6日生まれ、埼玉県出身、スペースクラフト所属、HYPER GO号2のリーダー[1]

### HYPER GO号アマ脱退メンバー
- 細野菜津子 5人そろう前に脱退

### HYPER GO号2新メンバー
- 金親和子 (かねちか かずこ) 1982年1月20日生まれ、千葉県出身
- 平間樹里 (ひらま じゅり) 1984年2月8日生まれ、東京都出身

## 活動
- 中京テレビ『ヤミツキ』 (HYPER GO号アマ・HYPER GO号 → HYPER GO号2)
- テレビ愛知『イカリングの面積』 (HYPER GO号プロ → HYPER GO号2)
- CDシングル「なかったコトにして」(郷ひろみ with HYPER GO号、2000年6月21日)
- テレビ明石家マンション物語#35（2000年7月5日）大日本意味なし教
- テレビCM『ダイハツ / YRV』 (HYPER GO号2 (メインは郷ひろみ)、2000年)
- CDシングル「Paradise a gogo」 (HYPER GO号2、2000年10月12日、avex trax)